# Cynthia Rhodes
Cynthia Rhodes, född 21 november 1956 i Nashville, Tennessee, är en amerikansk skådespelare, dansare och sångare. Hon har medverkat bland annat i filmerna Flashdance och Dirty Dancing. Från 1989 fram till 2014 var hon gift med sångaren och låtskrivaren Richard Marx.

## Filmografi
- 1980 – Xanadu
- 1983 – Flashdance
- 1983 – Staying Alive
- 1984 – Runaway
- 1987 – Dirty Dancing